# Wolf Rainer Cario
Wolf Rainer Cario (* 1944 in Berlin) ist ein deutscher Mediziner und Politiker (LDPD/FDP).

## Leben
Cario absolvierte von 1963 bis 1969 ein Studium der Humanmedizin an der Humboldt-Universität zu Berlin, das er mit einem medizinischen Staatsexamen abschloss. Seine Promotion zum Dr. med. erfolgte 1969. Seit 1974 war er Facharzt für Kinderheilkunde. Er habilitierte sich 1981 und war seit 1982 Hochschuldozent sowie seit 1987 Professor an der Charité in Ost-Berlin. Von 1983 leitete Cario diese II. Kinderklinik des Städtisches Krankenhauses Berlin-Buch. Dort teilte man sich mit der III. Kinderklinik die Aufnahme aller internistisch zu behandelnden nichtinfektiös erkrankten Kinder. In der II. Kinderklinik lag der Schwerpunkt in der pädiatrischen Hämatologie und Onkologie sowie der Neonatologie. Zudem wurden auch Kinder mit Diabetes mellitus sowie rheumatischen Erkrankungen dort behandelt.
Danach praktizierte Cario bis 2015 als Kinder- und Jugendarzt, seit 1983 zusätzlich als Kindergastroenterologe und seit 1993 als Allergologe in Bad Pyrmont.

## Politik
Cario wurde im Februar 1990 zum stellvertretenden Vorsitzenden der LDPD gewählt. Vom Vereinigungsparteitag im August 1990 bis zum November 1991 war Cario Beisitzer im FDP-Bundesvorstand.

## Schriften
- Untersuchungen über den Calcium- und Eisengehalt einer Klinikkost. Diss., Humboldt-Universität Berlin, 1969.
- Auswirkungen portosystemischer Anastomosen im Kindesalter. Diss. B, Humboldt-Universität Berlin, 1981.
- Die portale Hypertension im Kindesalter. Unter Mitarbeit von Harald Mau. Thieme, Leipzig 1984.
- mit Ursula Hertel: Mein erstes Jahr. Ratgeber für 12 Monate. Ullstein, München 2000.